# Laamasaari (ö, lat 62,13, long 28,63)
Laamasaari är en ö i Finland. Den ligger i sjön Enonvesi och i kommunen Nyslott i  landskapet Södra Savolax, i den sydöstra delen av landet, 290 km nordost om huvudstaden Helsingfors. Öns area är 32,1 hektar och dess största längd är 1 kilometer i sydöst-nordvästlig riktning.  Öns största längd är omkring 0,8 kilometer i sydöst-nordvästlig riktning.